# Kamehame talas
Kamehame talas je jedan od najjačih napada koji postoji u animeu (crtanom filmu) i mangi (stripu) Zmajeva kugla. Korisnik ovog napada prvo mora da napravi kružni pokret sa obe ruke oko ose tela, pritom govoreći 'Ka'-'Me'. Zatim mora da spoji poluotvorene šake ispred tela i ispruži ruke govoreći 'Ha'. Zatim u tom položaju šaka, mora da ruke stavi pored boka i počne da skuplja energiju između šaka govoreći 'Me'. Kada je dovoljna količina energije skupljena, napad se može lansirati na protivnika govoreći pritom 'Talas'. Postoji i skraćena verzija koja se u kasnijem toku serijala češće koristi, a to je preskakanje kružnog pokreta i brže prelaženje na skupljanje energije. Tokom ovakvog izvođenja napada korsnik će izgovoriti Ka-me-ha-me dok su mu ruke u poziciji za skupljanje energije tokom skupljanja energije. Završno Talas (na japanskom i engleskom Ha) će ostati nepromenjeno i izgovoreno prilikom oslobađanja napada. Ovaj napad je izmislio Kornjačin vrač i za to mu je trebalo 50 godina.
Korisnici ovog napada su
- Goku
- Jamača
- Krilin
- Kornjačin vrač
- Gohan
- Mali Trunks (samo u 11. filmu)
- Goten
- Deda Gohan